# Parastenostola
Parastenostola – rodzaj chrząszczy z rodziny kózkowatych i podrodziny zgrzypikowych.

## Zasięg występowania
Przedstawiciele tego rodzaju występują w Chinach oraz na Tajwanie.

## Systematyka
Do Parastenostola należą 2 gatunki:
- Parastenostola brunnipes
- Parastenostola nigroantennata